# Hexatoma omanensis
Hexatoma omanensis là một loài ruồi trong họ Limoniidae. Chúng phân bố ở miền Cổ bắc.